# Мецамор
Мецамо́р (арм. Մեծամոր) — город и городское муниципальное образование в Армавирской области Армении, в 26 км от окраин Еревана. Мецамор известен тем, что здесь находится Армянская АЭС, единственная атомная станция в Закавказье.

## История
На территории города существовали поселения в период с V тысячелетия до н. э. до XVIII века н. э.. 
В 1965 году начались раскопки склепов в древней крепости Мецамор. Раскопками руководил Корюн Мкртчян, геолог, нашедший на территории городища медеплавильный шлак, что подтверждало наличие здесь древнего меде- и бронзоплавильного комплекса.
В ходе раскопок была найдена также предположительно древняя обсерватория. Астроном Э. Парсамян засвидетельствовала о наличии изображений, символизирующих небесные светила на наскальных изображениях.
Также были найдены погребения эпохи бронзы, в том числе и богатых господ с рабами, лошадьми и разной утварью.
В 1968 году на территории крепости открыт историко-археологический музей; в музее собрано и хранится 22 тыс. экспонатов. В настоящее время историко-археологический музей носит имя К. Мкртчяна. После его смерти в 1993 году раскопками руководила археолог Эмма Ханзадян.
Нынешний Мецамор был основан в 1969 году как временное поселение работников Армянской АЭС.  
Генеральный план и общественные здания были спроектированы в 1967—1986 годах в третьей студии института «Айпетнахагиц» (ныне ОАО «Армпроект»), которой руководил архитектор Мартин Ми.
В 1972 году Мецамор стал посёлком, а в 1992 году получил статус города. 

## Экономика
В 1970 году рядом с городом началось строительство Армянской АЭС с двумя энергоблоками ВВЭР-440. Сейчас АЭС вырабатывает 30—40 % производимой в Армении электроэнергии.

## Фотогалерея

Мецамор
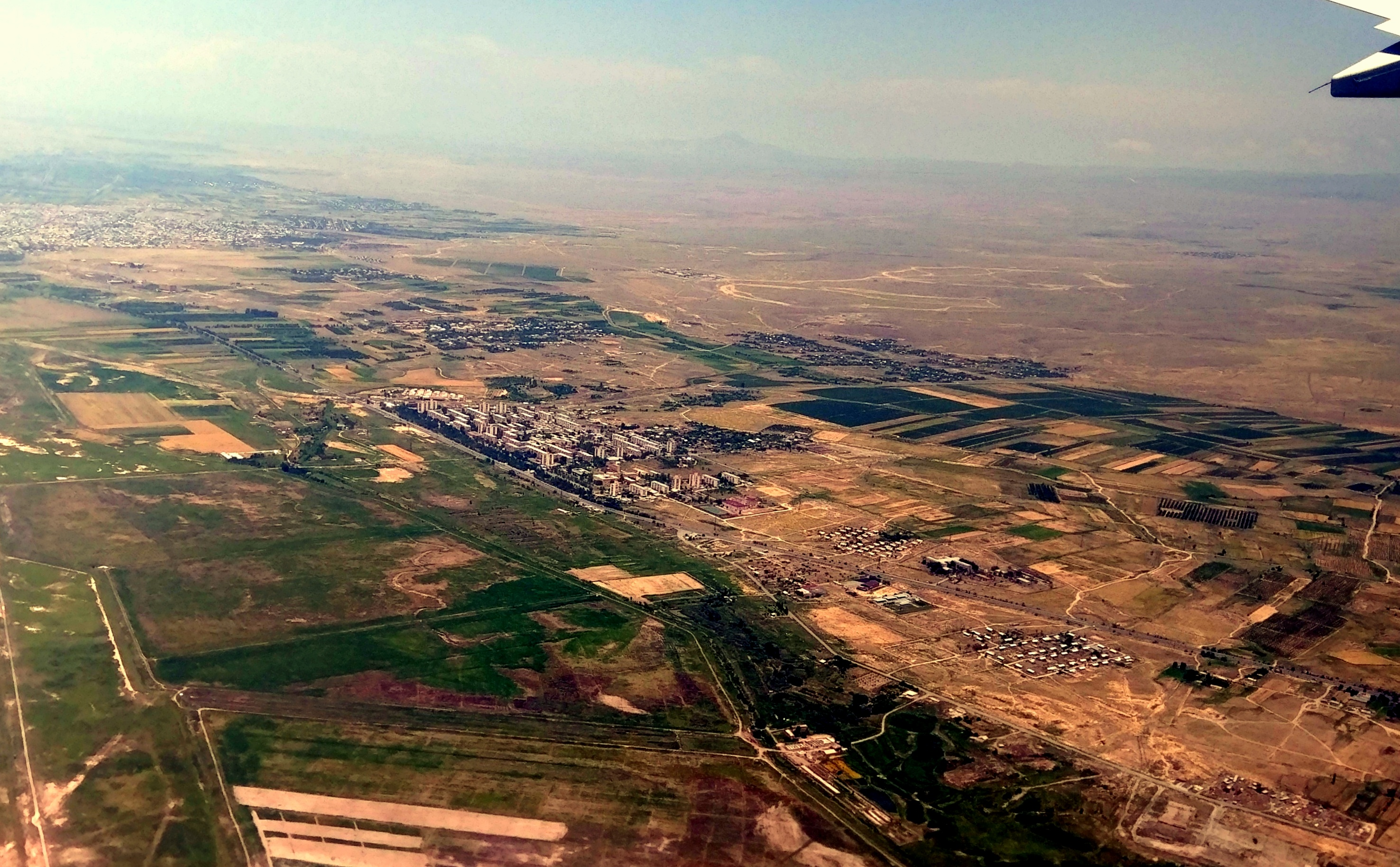
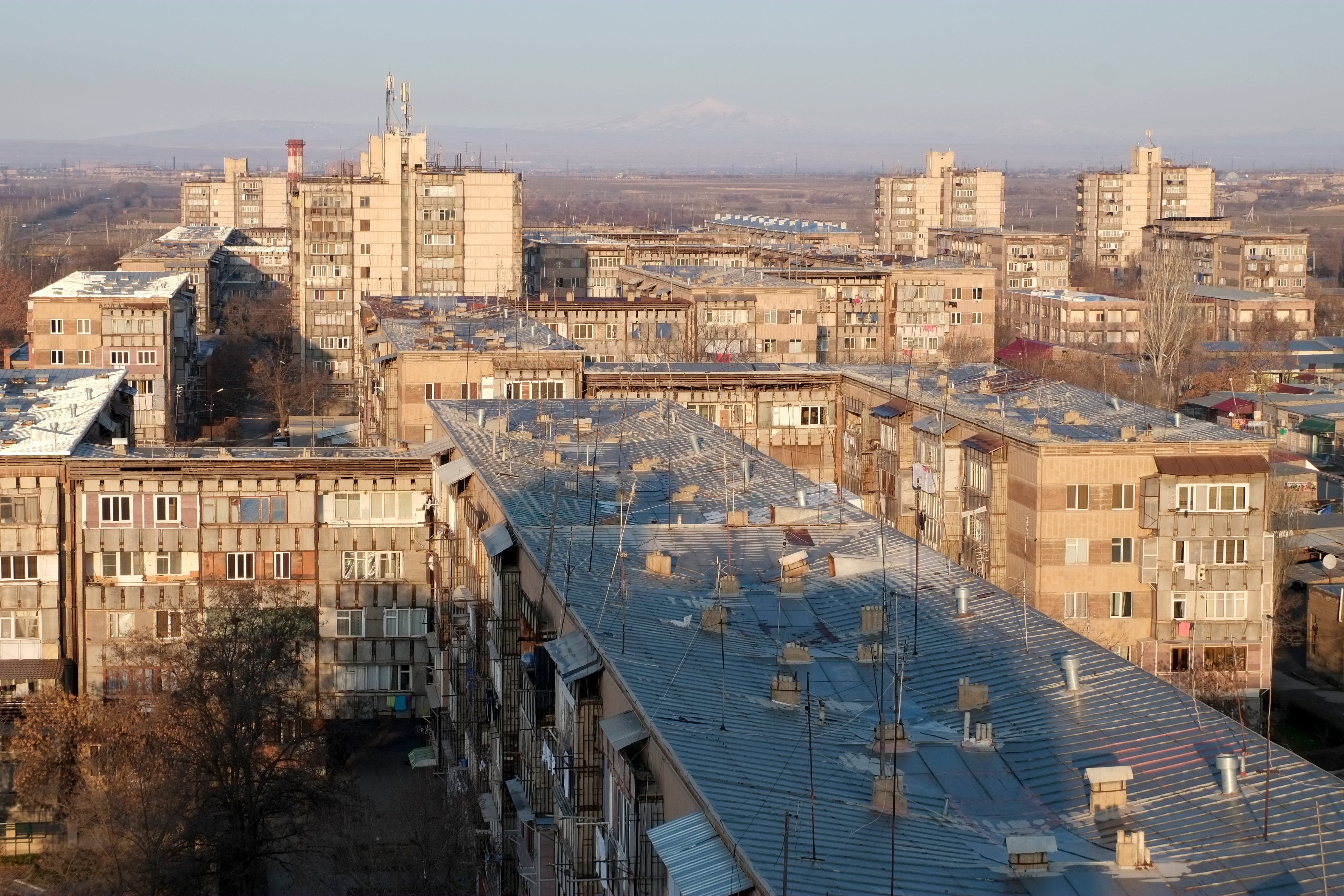
Панорама города Мецамор, 2016
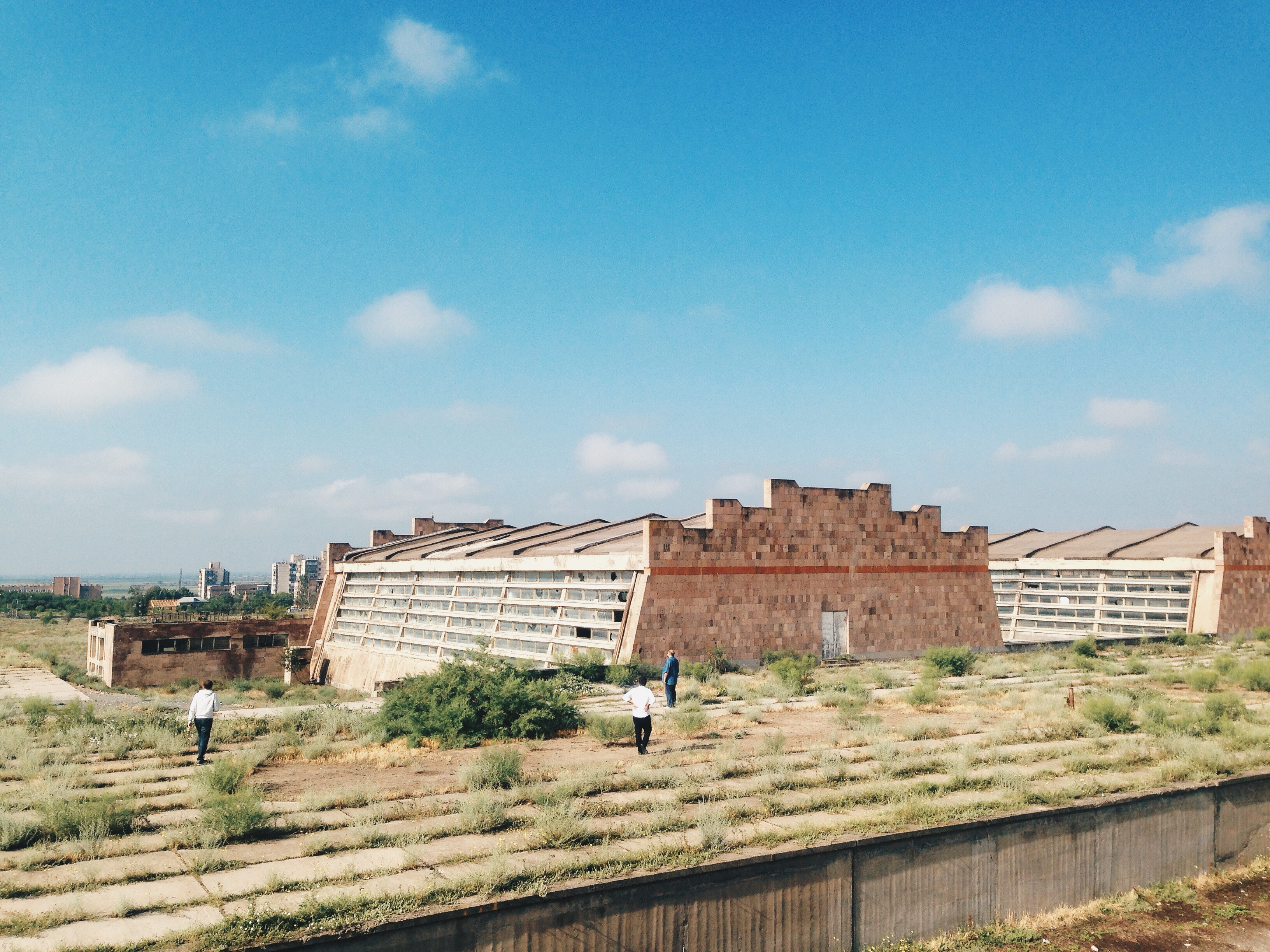
Спорткомплекс с 2 залами и бассейном, построенный в 1975-1986гг
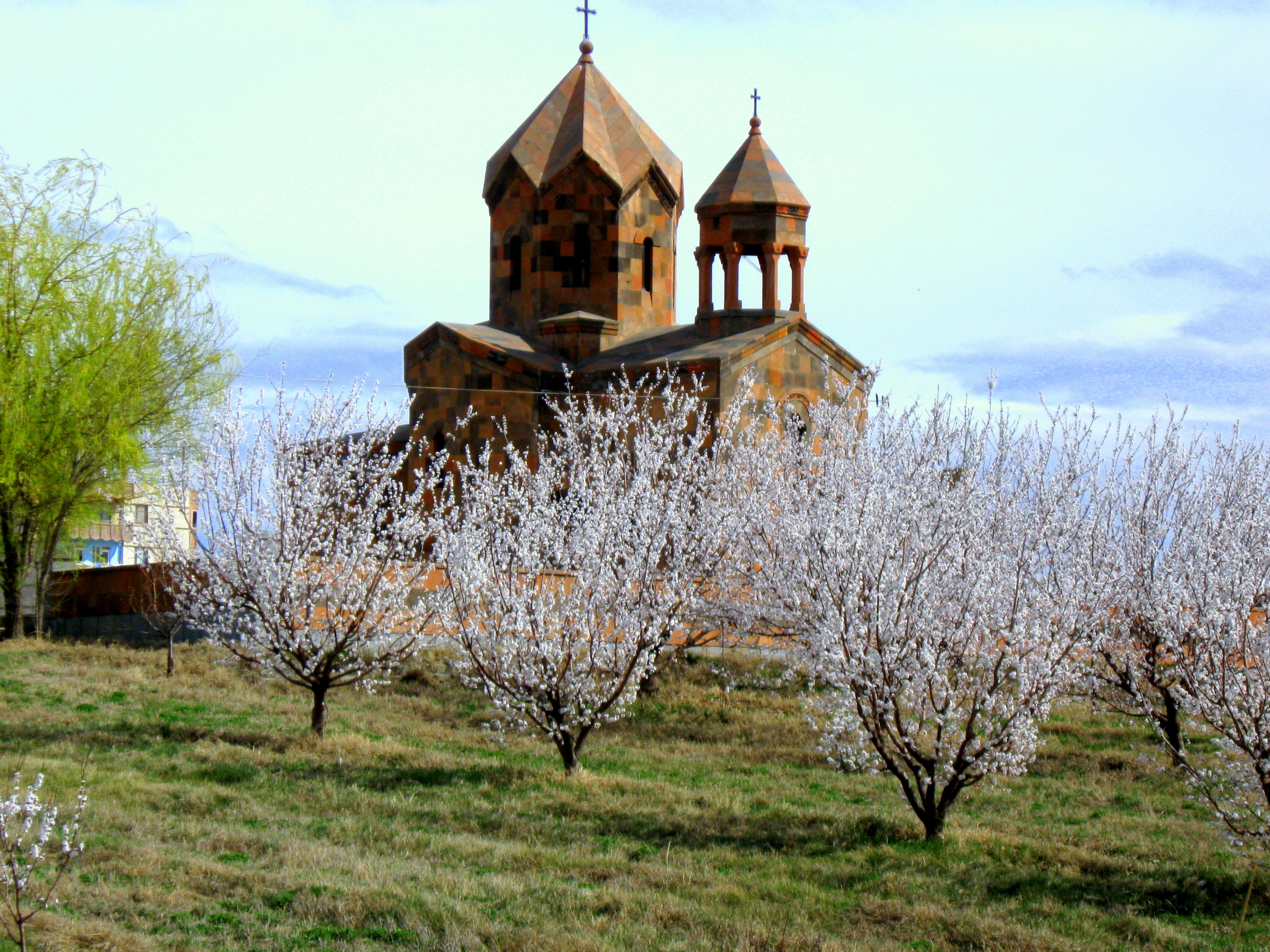
Церковь св.Лазаря в Мецаморе
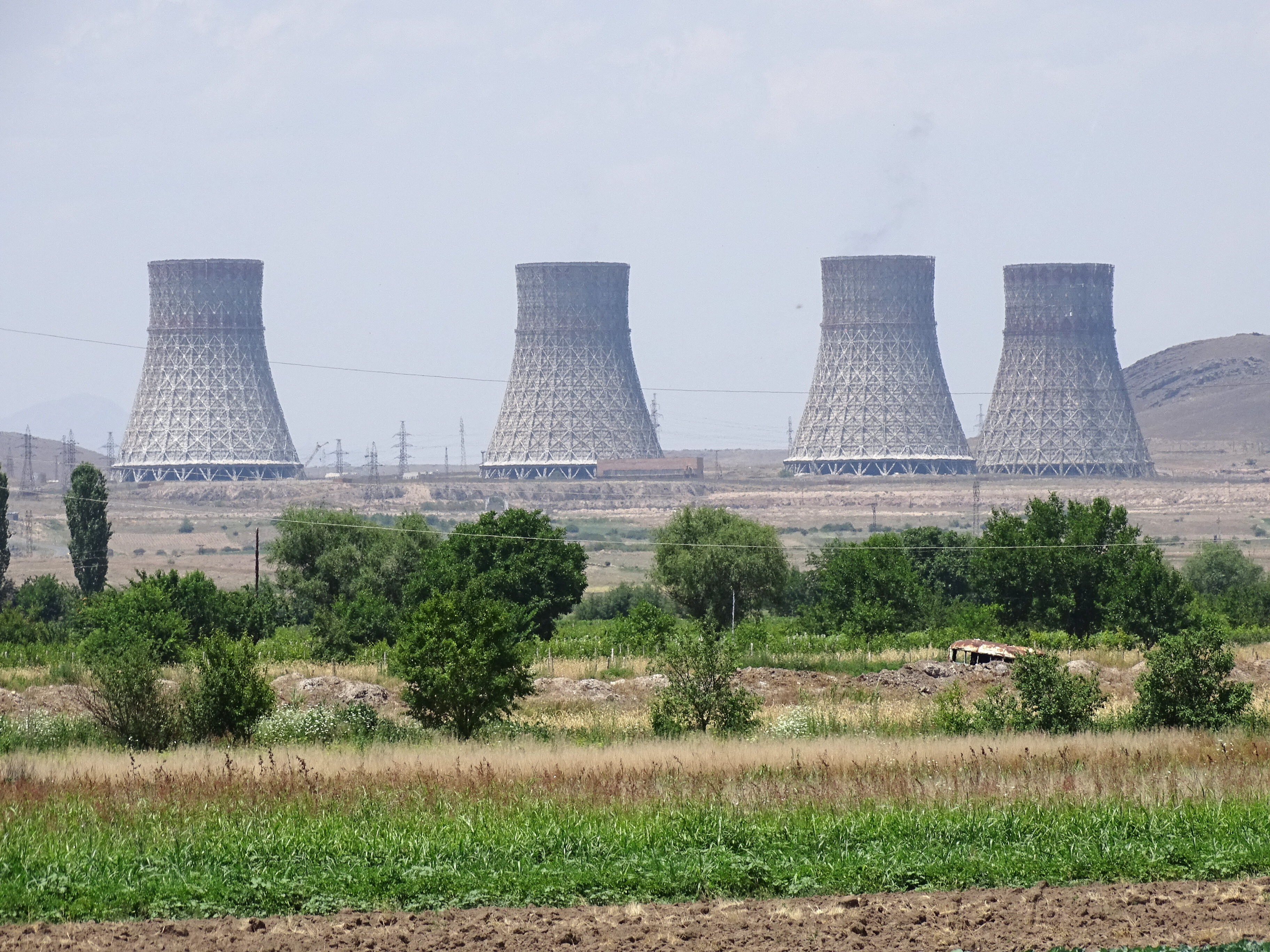
Атомная электростанция в Мецаморе, 2015
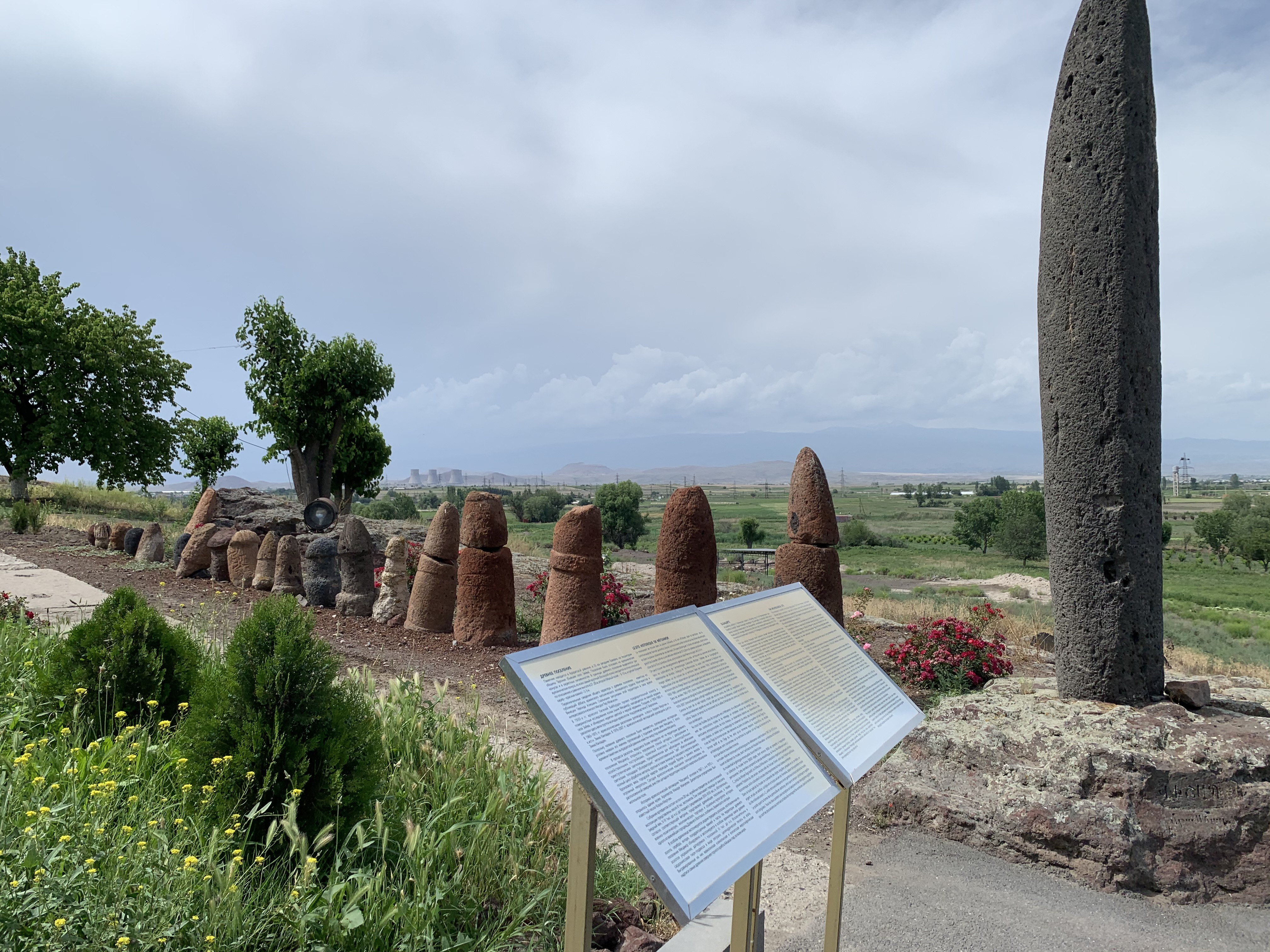
Фаллические столбы в древнем поселении Мецамор, V тыс.до н.э. Мецаморская стоянка

## В культуре
О раскопках Мецамора упоминается в фантастической повести Владимира Рыбина «Расскажи мне о Мецаморе».